# Fading of the Cries
"Fading of the Cries" es una película estadounidense escrita y dirigida por Brian Metcalf, producida por Brian Metcalf, Karoline Kautz y Thomas Ian Nicholas.

## Trama
La historia trata sobre un joven que con la ayuda de una espada mágica defiende su ciudad de las fuerzas del mal, y en su camino salva a una mujer llamada Sarah de un malvado que ha iniciado una plaga en tierras de cultivo buscando un amuleto que había pertenecido al tío de Sarah. La pareja se propone llegar a la casa de Sarah mientras viajan a través de calles, campos, iglesias y túneles subterráneos, perseguidos por hordas de criaturas demoníacas.

## Elenco
- Brad Dourif como Mathías.
- Thomas Ian Nicholas como Michael.
- Elaine Hendrix como Maggie.
- Hallee Hirsh como Sarah.
- Mackenzie Rosman como Jill.
- Lateef Crowder como Sylathus.
- Jessica Morris como Malyhne.
- Julia Whelan como Emily.

## Producción
La posproducción se dio en el 2010. En Estados Unidos se esperó su lanzamiento para mayo o principios de junio de ese año, como lo anunció Eammon Films.El DVD de esta película está disponible para pre-ordenar en Región 2 en DVD.